# Kazimir Swajak
Kazimir Swajak, właściwie Kastanty Stepowicz (biał. Кастанты Стэповіч; ur. 19 lutego 1890 w Baranach koło Święcian, zm. 16 maja 1926 w Wilnie) – białoruski działacz narodowy, ksiądz rzymskokatolicki, brat Albina Stepowicza.
Po ukończeniu szkoły w Święcianach studiował w seminarium duchownym (1908–1914), później pełnił posługę wikarego w Komajach i Kluszczanach. Nabożeństwa prowadził w języku białoruskim. W 1915 roku organizował kursy dla nauczycieli języka białoruskiego.
Został pochowany na cmentarzu na Rossie.

## Twórczość
- „Мая ліра” (Wilno 1924)
- „Чарку дай, браце” (Wilno 1926)
- „Янка Канцавы” (Wilno 1920)
- „Купальле” (Wilno 1930)